# Episodi di Servitore del popolo (terza stagione)
La terza stagione della serie televisiva Servitore del popolo, composta da 3 episodi (di cui il primo di durata tripla, gli altri due doppia), è stata trasmessa in prima visione assoluta in Ucraina dalla rete televisiva 1+1 dal 27 marzo 2019 al 28 marzo 2019.
In Italia la stagione è stata trasmessa su LA7 dal 9 agosto 2022 all'11 agosto 2022.
| n. | Titolo originale | Titolo italiano | Prima TV Ucraina | Prima TV Italia |
| -- | ---------------- | --------------- | ---------------- | --------------- |
| 1  | Epizod 1         | Episodio 1      | 27 marzo 2019    | 9 agosto 2022   |
| 2  | Epizod 2         | Episodio 2      | 27 marzo 2019    | 11 agosto 2022  |
| 3  | Epizod 3         | Episodio 3      | 28 marzo 2019    | 11 agosto 2022  |